# Uwharrie National Forest

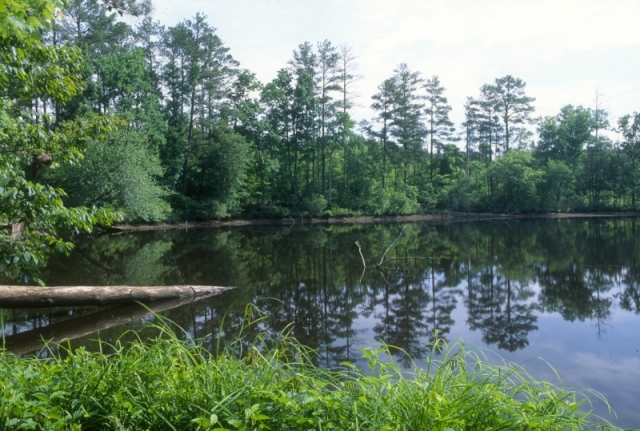
Uwharrie National Forest

Uwharrie National Forest ist ein von den Vereinigten Staaten von Amerika unter Schutz gestelltes Waldgebiet im Bundesstaat North Carolina. Der National Forest liegt überwiegend auf der Gemarkung des Montgomery County, reicht aber auch in die Countys Randolph und Davidson hinein. Der im zentralen Süden des Staates gelegene Wald ist mit 203,84 Quadratkilometern der kleinste der vier Nationalforste auf dem Gebiet North Carolinas, davon liegen etwa 79 % in Montgomery County. Das Waldgebiet wird gemeinsam mit den anderen drei Nationalforsten des Staates, dem Croatan, Nantahala, und Pisgah National Forest in Asheville verwaltet. Die zuständige Rangerstation vor Ort hat sein Büro in Troy.
Der Name des Waldes entstammt den Uwharrie Mountains, den Bergen, auf denen der größte Teil des Waldes sich verteilt. Im Westen wird das Gebiet vom Yadkin River und dem Great Pee Dee River begrenzt, während die nördliche Grenze dem am weitesten im Norden gelegenen Bergzug der Uwharrie Mountains nahe Asheboro folgt. Im Osten endet der Wald an dem Verwaltungssitz des Montgomery County in Troy.
Das Land wurde zunächst vom Bund 1931 erworben, die Gegend wurde damals Uwharrie Reservation genannt. Das Waldgebiet bekam die bundesstaatliche Anerkennung in den frühen 1960ern zeitgleich mit den Wäldern Nantahala, Pisgah und Croatan durch den Präsidenten John F. Kennedy. 
Der Wald wird durch etliche staatliche und bundesstaatliche Highways unterteilt.
Die erste wesentlich Goldader in den USA wurde unweit dieses Gebietes 1799 entdeckt und in den Uwharrie Mountains wurde in den 1800ern Gold gefunden. Während der großen Depression kam es zu einem kleinen Goldrausch, bis heute ist das Goldwaschen in den Strömen und Flüssen des Gebietes eine beliebte Freizeitbeschäftigung. Bootfahren und Fischen ist am Badin Lake möglich, der Uwharrie National Recreation Trail verläuft durch den Wald. Andere Wanderwege und Pfade sind sowohl für Wanderer, Mountainbiking, Camper oder Reiter geeignet. Für motorisierte Off-Road-Fahrzeuge gibt es ein separates Wegesystem, das nur in der Saison befahrbar ist.